# Danny Miranda
Danny Miranda (New York, 21 marzo 1964) è un bassista statunitense celebre per aver militato nella band heavy metal Blue Oyster Cult.

## Biografia
Militò dal 1995 al 2004 nei Blue Öyster Cult e collabora nel loro ultimo lavoro del 2020 The symbol Remains. Dal 2004 partecipa alla produzione americana del musical We Will Rock You. Nel 2005 e 2006 è stato il bassista  durante il tour dei Queen + Paul Rodgers.
Ha partecipato al "The Cosmos Rocks Tour 2008" dei Queen + Paul Rodgers.

## Discografia

### Con i Blue Öyster Cult

#### Album in studio
- 1998 - Heaven Forbid
- 2001 - Curse of the Hidden Mirror
- 2020 - The Symbol Remains

#### Live
- 2002 - A Long Day's Night"

### Con i Faith and Fire
- 2006 - Accelerator

## Collaborazioni

### Con i Queen + Paul Rodgers
- 2005 - Return of the Champions
- 2006 - Super Live in Japan